# Auximella
Genre
Synonymes
- Notolathys Mello-Leitão, 1920

Auximella est un genre d'araignées aranéomorphes de la famille des Macrobunidae.

## Distribution
Les espèces de ce genre se rencontrent au Brésil, au Pérou et en Équateur.

## Liste des espèces
Selon World Spider Catalog (version 25.0, 06/03/2024) :
- Auximella harpagula (Simon, 1906)
- Auximella minensis (Mello-Leitão, 1926)
- Auximella producta (Chamberlin, 1916)
- Auximella spinosa (Mello-Leitão, 1926)
- Auximella subdifficilis (Mello-Leitão, 1920)
- Auximella typica Strand, 1908

## Systématique et taxinomie
Ce genre a été décrit par Strand en 1908 dans les Dictynidae. Il est placé dans les Amaurobiidae par Lehtinen en 1967 puis dans les Macrobunidae par Gorneau, Crews, Cala-Riquelme, Montana, Spagna, Ballarin, Almeida-Silva et Esposito en 2023.
Notolathys a été placé en synonymie par Lehtinen en 1967.

## Publication originale
- Strand, 1908 : « Exotisch araneologisches.-I. Amerikanische hauptsächlich in Peru, Bolivien und Josemitetal in Californien gesammelte Spinnen. » Zeitschrift für die gesammten Naturwissenschaften, vol. 61, no 5, p. 223-295 (texte intégral).